# Hadena perornata
Hadena perornata là một loài bướm đêm trong họ Noctuidae.